# Hala Jodłowcowa

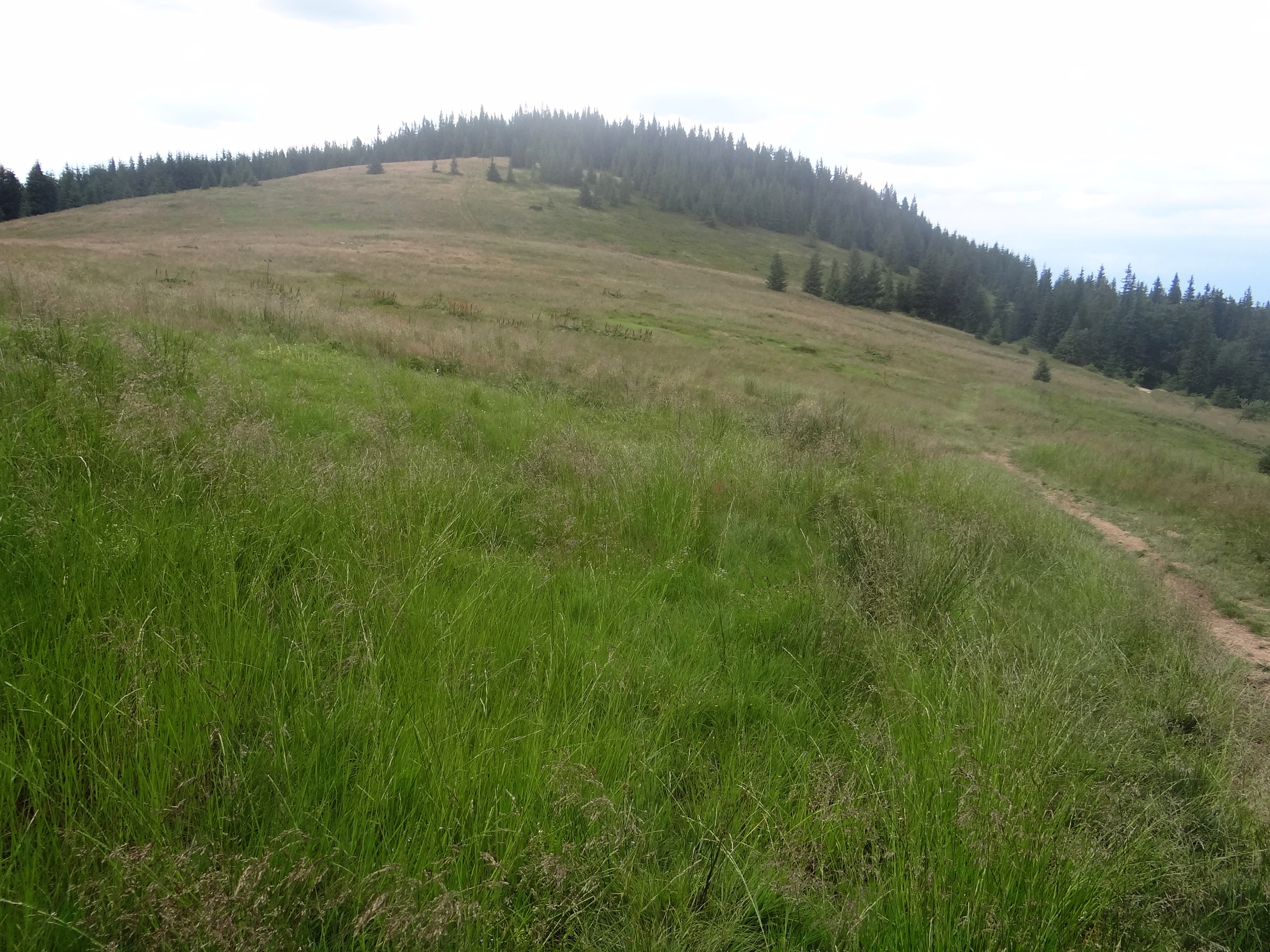
Hala Jodłowcowa i widok na Uszczawne Wyżne

Hala Jodłowcowa – rozległa, nieco rozczłonkowana polana na północnym grzbiecie Pilska w Beskidzie Żywieckim, administracyjnie w miejscowości Sopotnia Wielka w województwie śląskim, w powiecie żywieckim, w gminie Jeleśnia.
Polana położona jest na grzbiecie odchodzącym na północ od szczytu Pilska, na jego zachodnich zboczach i południowych stokach szczytu Góra Hunców. Jej górny kraniec sięga po wspomniany grzbiet (ok. 1180 m n.p.m.) i graniczy z położoną niżej, po wschodniej stronie grzbietu Halą Górową.
Według badań, prowadzonych przez Ludomira Sawickiego, w 1914 r. na „hali” tej wypasano jedynie 25 owiec. Ślady pasterskiej przeszłości polany dokumentują ruiny szałasu na kamiennej podmurówce w dolnej części polany oraz widniejące wśród traw pojedyncze kępy szczawiu alpejskiego.
Z grzbietowych partii hali dość rozlegle widoki na wschodnią część Beskidu Żywieckiego, aż po Babią Górę.

## Szlak turystyczny
Sopotnia Wielka – Uszczawne – Hala Jodłowcowa – Skałka – Hala Miziowa